# Campionati arabi di lotta 2022
I campionati arabi di lotta 2021 si sono svolti a Sharm el-Sheikh, in Egitto, dal 6 al 9 novembre 2022.

## Podi

### Lotta libera
| Evento | Oro                                 | Argento                     | Bronzo                            |
| 57 kg  | Ala Ali Szajba as-Sajjid            | Khattab Alani               | Munthir Abdullah A Janda          |
| 61 kg  | Shehabeldin Emam Abdelraouf Mohamed | Abdwllah Aljumalli          | Rayan Mazen B Hawsawi             |
| 65 kg  | Alibieg Alibiegow                   | Mohammed Kareem             | Yousef Mohamed Yousef Eissa       |
| 70 kg  | Osama Magdy Fawzy Abdellatif        | Ali Ism al Obaidi           | Mohamed Fkhm Alajimi              |
| 74 kg  | Mohamed Magdy Fawzy Abdellatif      | Qutaiba Aldulaimi           | Hassan Saleh A Barnawi            |
| 79 kg  | Magomed Asluev                      | Ahmed Mohsin Alcburi        | Muhammad Ahmad Farghali           |
| 86 kg  | Mustafa al-Ubajdi                   | Khidir Saipudinov           | Mahmud Sa’id Ahmad Isma’il Badawi |
| 92 kg  | Issa Al Obaidi                      | Abdelkareem Aboudoaeaj      | Mohamed Sayed Ahmed Sewify        |
| 97 kg  | Magomed Sharipov                    | Mustafa Ali as-Sajjid Dżabr | Abdullah Sameer                   |
| 125 kg | Akhmed Tazhudinov                   | Ahmed Aljamie               | Dija ad-Din Kamal Dżauda          |

### Lotta greco-romana
| Evento | Oro                                   | Argento                              | Bronzo                             |
| 55 kg  | Munthir Abdullah A Janda              | Sajj Ad Albidhan                     | Abd Allah Muhammad Szaban Muhammad |
| 60 kg  | Hajsam Mahmud                         | Ali Albiqhan                         | Rayan Mazen B Hawsawi              |
| 63 kg  | Karrar Albidhan                       | Moustafa Hussein Fathy Alameldin     | Non assegnato                      |
| 67 kg  | Abd ar-Rahman Ahmad Ali Muhammad Umar | Mohammed Alsaedi                     | Mohamed Fahad                      |
| 72 kg  | Muhammad Ibrahim as-Sajjid Ibrahim    | Taha Yassen Alsalihi                 | Hassan Saleh A Barnawi             |
| 77 kg  | Muhammad Ihab Muhammad Dahab Chalil   | Ali Alaboda                          | Non assegnato                      |
| 82 kg  | Farid Muhammad Abd as-Sattar Ghali    | Sultan Eldamen                       | Hasan Albidhan                     |
| 87 kg  | Kaeem Adel Yousef Eldesouky           | Abbas Altameemi                      | Mohamed Adnan Elsaygh              |
| 97 kg  | Ali Alkahbi                           | Nur ad-Din Hani Muhammad Dżuma Hasan | Ibrahim Mohamed Fauth              |
| 130 kg | Ali Alsharuee                         | Fekry Mohamed Fekry Eissa            | Abdelaziz Elsabee                  |

## Medagliere
Paese ospitante.
| Pos.   | Paese          | Oro | Argento | Bronzo | Totale |
| ------ | -------------- | --- | ------- | ------ | ------ |
| 1      | Egitto         | 10  | 4       | 6      | 20     |
| 2      | Iraq           | 5   | 13      | 2      | 20     |
| 3      | Bahrein        | 4   | 1       | 0      | 5      |
| 4      | Arabia Saudita | 1   | 0       | 6      | 7      |
| 5      | Giordania      | 0   | 2       | 0      | 2      |
| 6      | Kuwait         | 0   | 0       | 4      | 4      |
| Totale | Totale         | 20  | 20      | 18     | 58     |